# Porphyrinia fugitiva
Porphyrinia fugitiva là một loài bướm đêm trong họ Noctuidae.